# سرباز (مجموعه تلویزیونی)
سرباز مجموعه تلویزیونی به کارگردانی هادی مقدم‌دوست محصول (۹۹–۱۳۹۶) است که در ۵۰ قسمت ۴۵ دقیقه‌ای برای ایام ماه رمضان ۱۳۹۹ در شبکه سه سیما تولید شده‌است، سرباز محصول مشترک گروه فیلم و سریال شبکه سه سیما و ستاد کل نیروهای مسلح است

## خلاصه داستان
این مجموعه تلویزیونی حکایت سرباز وظیفه‌ای به نام یحیی، همسرش یلدا و رفقای هم خدمتی‌اش است و در خلاصه داستان آن آمده‌است: در وفای عشق تو مشهور خوبانم چو شمع، شب‌نشین کوی سربازان و رندانم چو شمع…

## وجود راوی در مجموعه تلویزیونی
ناصر طهماسب، دوبلور، که علاوه بر گویندگی نقش‌های اول، در فیلم‌های سینمایی و مجموعه‌های تلویزیونی زیادی به عنوان مدیر دوبلاژ فعالیت داشته، در این مجموعه تلویزیونی به عنوان راوی عاشقانه حماسی هادی مقدم دوست حضور دارد و در بخش‌هایی از مجموعه تلویزیونی، به عنوان راوی روایت کننده ماجراهای مجموعه تلویزیونی است.

## بازیگران
| بازیگر            | نقش             |
| آرش مجیدی         | یحیی ریاحی      |
| الیکا عبدالرزاقی  | یلدا مافی       |
| سیاوش خیرابی      | علیرضا نوحی     |
| رؤیا تیموریان     | مادر یحیی       |
| پدرام شریفی       | بابک فکور پناهی |
| نیما شعبان نژاد   | فرامرز فلکی     |
| علی عامل هاشمی    | شهاب نقیان      |
| اسماعیل محرابی    | دایی یحیی       |
| جمال اجلالی       | پدر یلدا        |
| گلوریا هاردی      | لیلا            |
| افسانه کمالی      | فرزانه          |
| مهتاب ثروتی       | مینا            |
| فرحناز منافی ظاهر | مادر یلدا       |
| جواد خواجوی       | غلامرضا هاشمی   |
| کاوه آهنگر        | فرشید چیت چی    |
| محبوبه صادقی      | اعظم            |
| مهدی مستبصری      | مجتبی ریاحی     |
| بهزاد داوری       | بهرام           |
| متین حیدری‌نیا     |                 |
| دریا بخشنده       | دریا            |
| ناصر طهماسب       | راوی            |